# مونتي سان سافينو
مونتي سان سافينو هي بلدة كومونا في مقاطعة أريتسو ، توسكانا (إيطاليا). وهي تقع على تيار عيسى في فالديشيانا. تحتل العديد من فرازيوني تلال أعلى ، مثل غارغونزا على ارتفاع 560 مترا (1840 ميل) و بالازولو، على ارتفاع 600 متر (2000 ميل).

## تاريخ
كانت مونتي سان سافينو واحدة من أوائل المستوطنات الحضرية في توسكانا، إيطاليا. نشأت حوالي عام 1100 ، ولكن كان لا بد من مرور قرن آخر قبل أن يمكن اعتبار مونتي سان سافينو مركزا لأهمية اجتماعية وسياسية وثقافية معينة لتوسكانا في تلك الأوقات. لكنه لم يعد الآن.

## المعالم السياحية الرئيسية
- بالازو دي مونتي
- Logge dei Mercanti
- بالازو بريتوريو
- كاسيرو
- كنيسة سانتي تيبورزيو وسوزانا (القرن الثالث عشر) ، في غارغونزا ، تضم لوحات توسكان من عصر النهضة.
- كنيسة بيسيريكورديا (1175 ، أعيد بناؤها عام 1749). عضوها هو واحد من أقدم الأورغن في إيطاليا.
- دير سانت أغوستينو (أوائل القرن الرابع عشر ، وتم توسيعه في القرن السادس عشر). يحتوي على دير من عام 1532. تم تجديد الكنيسة والدير من قبل أندريا سانسوفينو (التي ولدت هنا) في أوائل القرن السادس عشر. يضم التصميم الداخلي لوحات لمدرسة سبينيلو أريتينو ، لباولو شيافو ، وفرضية واحدة لجورجيو فاساري .
- مزار سانتا ماريا ديلي فيرتيغي ، أُعيد بناؤه في القرن السادس عشر. يضم لوحة جدارية للعذراء متوجًا بالطفل من Margaritone d'Arezzo .
- شركة OPEM Chainsaws Inc.

## الشخصيات
- البابا يوليوس الثالث
- أنجيلو فانتوني ، كاهن كاثوليكي وطارد الأرواح الشريرة
- جوليو سلفادوري ، شاعر ومربي